# Ickworth
Ickworth is een civil parish in het bestuurlijke gebied St Edmundsbury, in het Engelse graafschap Suffolk. In 2001 telde het dorp 30 inwoners.